# PL-5 (ミサイル)
PL-5（霹靂-5、簡体字:霹雳-5）は、中国が開発した短距離空対空ミサイル。PL-2ミサイルの後継として開発された。

## 概要
赤外線誘導方式を採用しており、1966年より洛陽光電子技術発展センター（洛阳光电技术发展中心, EOTDC）にて開発が進められた。全体形状としては、AIM-9 サイドワインダーに範を取っており、4枚の動翼としてのカナードと、4枚の安定翼としての尾翼がある。派生型としてセミアクティブレーダー誘導方式のPL-5Aも開発されていたが、これは実用化されていない。
文化大革命の影響もあり、開発は遅延し、実用化されるのは1980年代に入ってからであった。初期型であるPL-5Bの開発完了は1986年のことである。その後も改良計画は継続され、最新型はPL-5EIIとなっている。
主な搭載機は、Q-5、J-7、J-8、J-8II、JH-7、JF-17であるが、中国航空輸出入公司（CATIC）は、アメリカのAIM-9シリーズを運用可能な機体に搭載可能であるとしている。

## 各型
PL-5A
セミアクティブレーダー誘導型、実用化されず。
PL-5B
初期型。AIM-9Gを模倣したもので、前翼の形状などが酷似している。赤外線誘導方式。1986年開発完了。
PL-5C
改良型。
PL-5E
冷却型のアンチモン化インジウム（InSb）を利用したデュアルバンド・シーカーを用いオールアスペクト能力を有する。フィンの改造により最大荷重は30Gから40Gに向上した。
PL-5EII
PL-5Eの改良型。推進剤を低発煙性のものに変更。PL-9の技術をベースに赤外線シーカーを改良したことにより、オフボアサイト性能とフレアなどの妨害機材に対する抗堪性が向上している。

## 運用国
- 中華人民共和国
- アルバニア
- バングラデシュ
- ミャンマー
- エジプト
- イラン
- イラク
- パキスタン - 2023年時点で、パキスタン空軍がPL-5、PL-5E-IIを保有している[1]。
- スリランカ
- スーダン
- タンザニア
- ジンバブエ